# Безплатна освіта
Безплатна освіта – це освіта, яка фінансується за рахунок державних витрат або благодійних організацій, а не за рахунок плати за навчання. Було запропоновано багато моделей безплатної вищої освіти . У багатьох країнах початкова школа та інша комплексна чи обов'язкова освіта є безплатною. Вища освіта також є безплатною у деяких країнах, включаючи аспірантуру в скандинавських странах. Стаття 13 Міжнародного пакту про економічні, соціальні та культурні права гарантує право на безплатну освіту в початковій школі та поступове введення його в середній та вищій школі як право на освіту .